# Evgeny Bareev
Evgeny Bareev é um jogador de xadrez da Rússia com participação nas Olimpíadas de xadrez de 1990 a 2006. Pela União Soviética, Evgeny conquistou a ouro por equipes no segundo tabuleiro reserva em 1990. Em 1994, já competindo pela Rússia, conquistou três medalhas de ouro por equipes (1994, 1996 e 1998) e uma de prata por performance individual em 1996.